# Chrom(IV)-fluorid
Chrom(IV)-fluorid, auch Chromtetrafluorid, ist eine chemische Verbindung der Elemente Chrom und Fluor, in der Chrom die Oxidationsstufe +IV einnimmt. Von dieser Verbindung existieren 2 Formen: das α-Chromtetrafluorid (grünschwarzer Feststoff, der bei 100 °C sublimiert) und β-Chromtetrafluorid (dunkelvioletter, kristalliner Feststoff, der bei 227 °C schmilzt).

## Gewinnung und Darstellung
α-Chromtetrafluorid kann bei höheren Temperaturen aus den Elementen gewonnen werden:
{\displaystyle \mathrm {Cr+2\ F_{2}\ {\xrightarrow {300-350\,{}^{\circ }C}}\ CrF_{4}} }
Weitere Möglichkeiten sind die Reaktion von Fluor mit Chrom(III)-fluorid oder Chrom(III)-chlorid:
{\displaystyle \mathrm {2\ CrF_{3}+F_{2}\longrightarrow 2\ CrF_{4}} }
{\displaystyle \mathrm {2\ CrCl_{3}+4\ F_{2}\longrightarrow 2\ CrF_{4}+3\ Cl_{2}} }
Chrom(III)-fluorid und -chlorid reagieren schon bei Zimmertemperatur mit Fluor zu α-Chromtetrafluorid.
β-Chromtetrafluorid wird durch Langzeitthermolyse von Chrom(V)-fluorid gewonnen:
{\displaystyle \mathrm {2\ CrF_{5}\ {\xrightarrow[{5Monate}]{130\,{}^{\circ }C}}\ 2\ CrF_{4}+F_{2}} }
Bei der 5-monatigen Langzeitthermolyse von Chrompentafluorid entsteht β-Chromtetrafluorid.

## Eigenschaften

### Physikalische Eigenschaften
α-Chromtetrafluorid ist aus Ketten von trans-kantenverknüpften CrF6-Oktaedern aufgebaut. β-Chromtetrafluorid ist aus Ringen von 4 cis-eckenverknüpften CrF6-Oktaedern aufgebaut, die über gemeinsame trans-ständige Fluoratome zu Röhren verknüpft sind, wobei jedem CrF6-Oktaeder zwei cis-ständige freie Fluoratome verbleiben.

### Chemische Eigenschaften
Chromtetrafluorid bildet mit Fluoriden mehrere anionische Fluorokomplexe: CrF5−, die aus CrF6-Oktaederketten mit gemeinsamen Fluoratomen aufgebaut sind; CrF62−, die oktaedrisch aufgebaut sind und CrF73−.